# Bergesserin
Bergesserin est une commune française située dans le département de Saône-et-Loire en région Bourgogne-Franche-Comté.

## Géographie
Bergesserin est à 13 km de Cluny et à 26 km de Mâcon.
Sur le territoire de la commune est partiellement implantée une forêt domaniale : la forêt des Trois-Monts (contenance totale : 487,65 ha), majoritairement peuplée de feuillus.

### Climat
Pour des articles plus généraux, voir Climat de la Bourgogne-Franche-Comté et Climat de Saône-et-Loire.
En 2010, le climat de la commune est de type climat océanique dégradé des plaines du Centre et du Nord, selon une étude du Centre national de la recherche scientifique s'appuyant sur une série de données couvrant la période 1971-2000. En 2020, Météo-France publie une typologie des climats de la France métropolitaine dans laquelle la commune est dans une zone de transition entre le climat semi-continental et le climat de montagne et est dans une zone de transition entre les régions climatiques « Centre et contreforts nord du Massif Central » et « Bourgogne, vallée de la Saône ».
Pour la période 1971-2000, la température annuelle moyenne est de 10,1 °C, avec une amplitude thermique annuelle de 17,2 °C. Le cumul annuel moyen de précipitations est de 987 mm, avec 11,7 jours de précipitations en janvier et 7,9 jours en juillet. Pour la période 1991-2020, la température moyenne annuelle observée sur la station météorologique de Météo-France la plus proche, « Jalogny_sapc », sur la commune de Jalogny à 6 km à vol d'oiseau, est de 11,2 °C et le cumul annuel moyen de précipitations est de 873,4 mm. 
La température maximale relevée sur cette station est de 39,6 °C, atteinte le 12 août 2003 ; la température minimale est de −21,6 °C, atteinte le 17 janvier 1985,,.
Les paramètres climatiques de la commune ont été estimés pour le milieu du siècle (2041-2070) selon différents scénarios d'émission de gaz à effet de serre à partir des nouvelles projections climatiques de référence DRIAS-2020. Ils sont consultables sur un site dédié publié par Météo-France en novembre 2022.

## Urbanisme

### Typologie
Au 1er janvier 2024, Bergesserin est catégorisée commune rurale à habitat dispersé, selon la nouvelle grille communale de densité à sept niveaux définie par l'Insee en 2022.
Elle est située hors unité urbaine. Par ailleurs la commune fait partie de l'aire d'attraction de Mâcon, dont elle est une commune de la couronne,. Cette aire, qui regroupe 105 communes, est catégorisée dans les aires de 50 000 à moins de 200 000 habitants,.

### Occupation des sols
L'occupation des sols de la commune, telle qu'elle ressort de la base de données européenne d’occupation biophysique des sols Corine Land Cover (CLC), est marquée par l'importance des forêts et milieux semi-naturels (55,1 % en 2018), une proportion identique à celle de 1990 (55,1 %). La répartition détaillée en 2018 est la suivante : forêts (55,1 %), zones agricoles hétérogènes (24,9 %), prairies (19,9 %). L'évolution de l’occupation des sols de la commune et de ses infrastructures peut être observée sur les différentes représentations cartographiques du territoire : la carte de Cassini (XVIIIe siècle), la carte d'état-major (1820-1866) et les cartes ou photos aériennes de l'IGN pour la période actuelle (1950 à aujourd'hui).

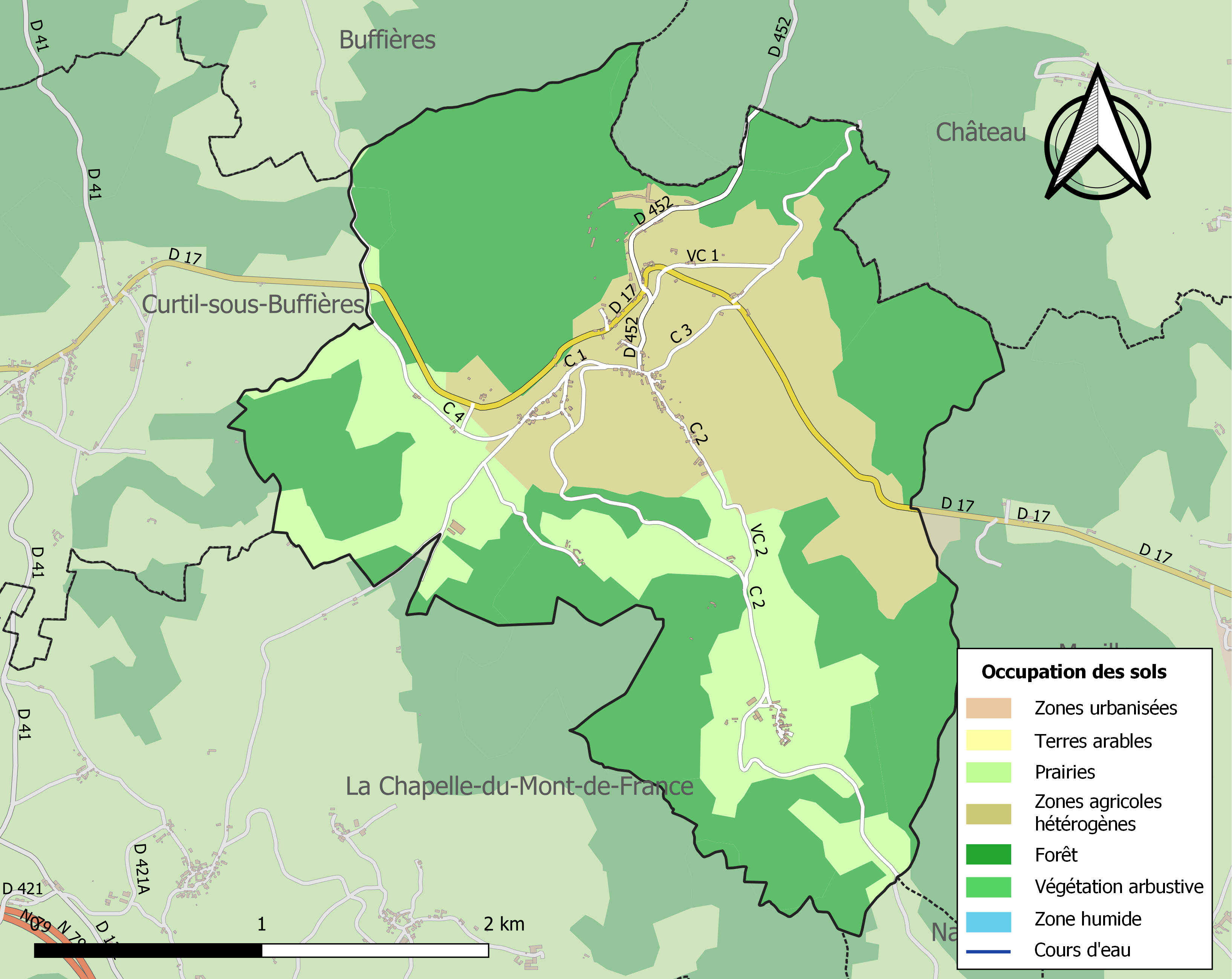
Carte des infrastructures et de l'occupation des sols de la commune en 2018 (CLC).

## Histoire
Dans l'ancien régime la paroisse dépendait de l'abbé de Cluny et de la châtellerie de Saint-André-le-Désert.

## Politique et administration

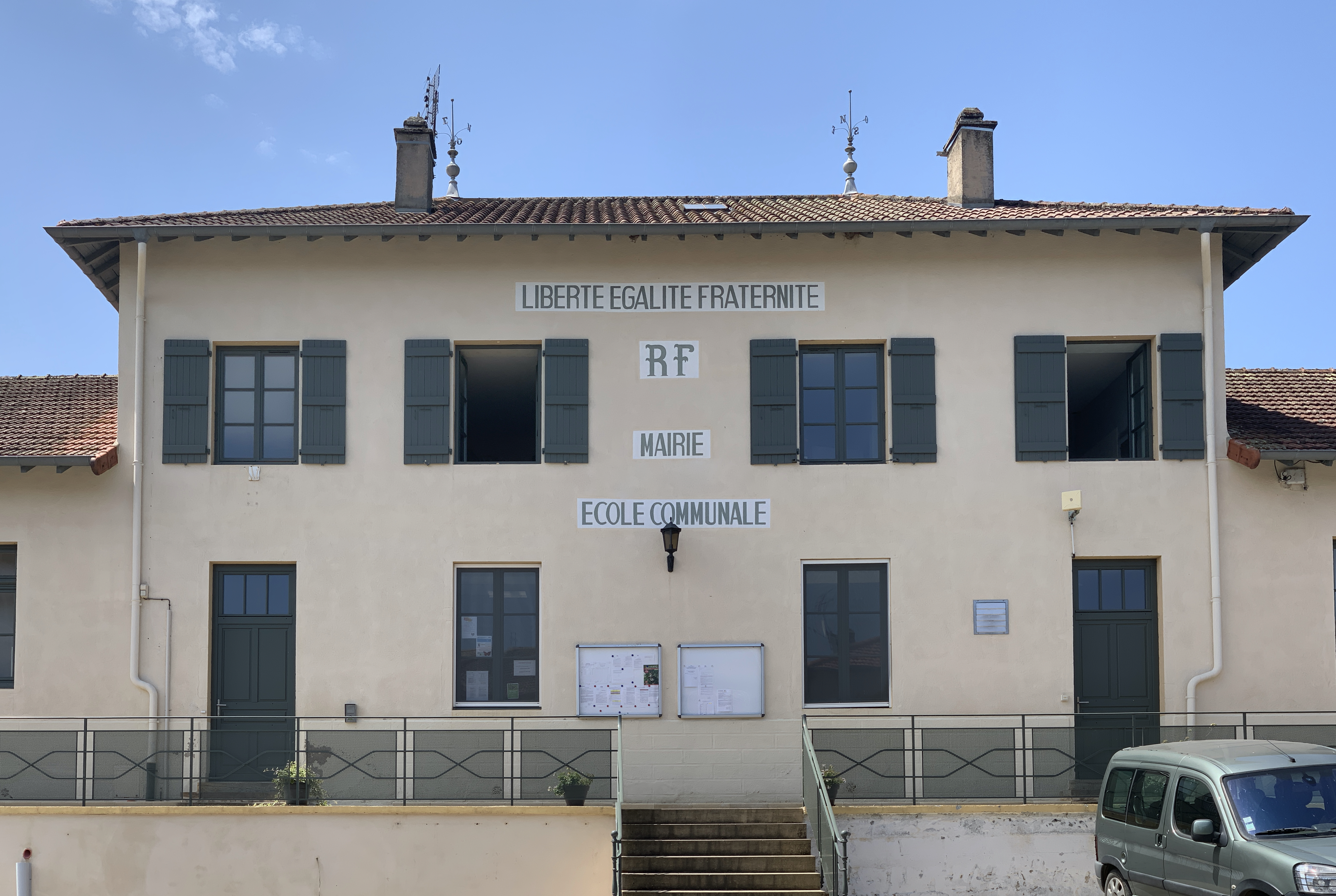
Mairie.

| Période                                  | Période  | Identité        | Étiquette | Qualité |
| ---------------------------------------- | -------- | --------------- | --------- | ------- |
| mars 2001                                | en cours | Philippe Valiau |           |         |
| Les données manquantes sont à compléter. |          |                 |           |         |

## Démographie
L'évolution du nombre d'habitants est connue à travers les recensements de la population effectués dans la commune depuis 1793. Pour les communes de moins de 10 000 habitants, une enquête de recensement portant sur toute la population est réalisée tous les cinq ans, les populations de référence des années intermédiaires étant quant à elles estimées par interpolation ou extrapolation. Pour la commune, le premier recensement exhaustif entrant dans le cadre du nouveau dispositif a été réalisé en 2008.

En 2022, la commune comptait 196 habitants, en évolution de −4,39 % par rapport à 2016 (Saône-et-Loire : −1,06 %, France hors Mayotte : +2,11 %).
| 1793 | 1800 | 1806 | 1821 | 1831 | 1836 | 1841 | 1846 | 1851 |
| ---- | ---- | ---- | ---- | ---- | ---- | ---- | ---- | ---- |
| 392  | 432  | 440  | 594  | 562  | 433  | 604  | 628  | 638  |

| 1856 | 1861 | 1866 | 1872 | 1876 | 1881 | 1886 | 1891 | 1896 |
| ---- | ---- | ---- | ---- | ---- | ---- | ---- | ---- | ---- |
| 644  | 570  | 526  | 512  | 529  | 505  | 492  | 464  | 439  |

| 1901 | 1906 | 1911 | 1921 | 1926 | 1931 | 1936 | 1946 | 1954 |
| ---- | ---- | ---- | ---- | ---- | ---- | ---- | ---- | ---- |
| 412  | 405  | 331  | 313  | 237  | 217  | 275  | 243  | 502  |

| 1962 | 1968 | 1975 | 1982 | 1990 | 1999 | 2006 | 2008 | 2013 |
| ---- | ---- | ---- | ---- | ---- | ---- | ---- | ---- | ---- |
| 281  | 338  | 363  | 352  | 319  | 332  | 257  | 236  | 210  |

| 2018 | 2022 | - | - | - | - | - | - | - |
| ---- | ---- | - | - | - | - | - | - | - |
| 204  | 196  | - | - | - | - | - | - | - |

## Culture locale et patrimoine

### Lieux et monuments

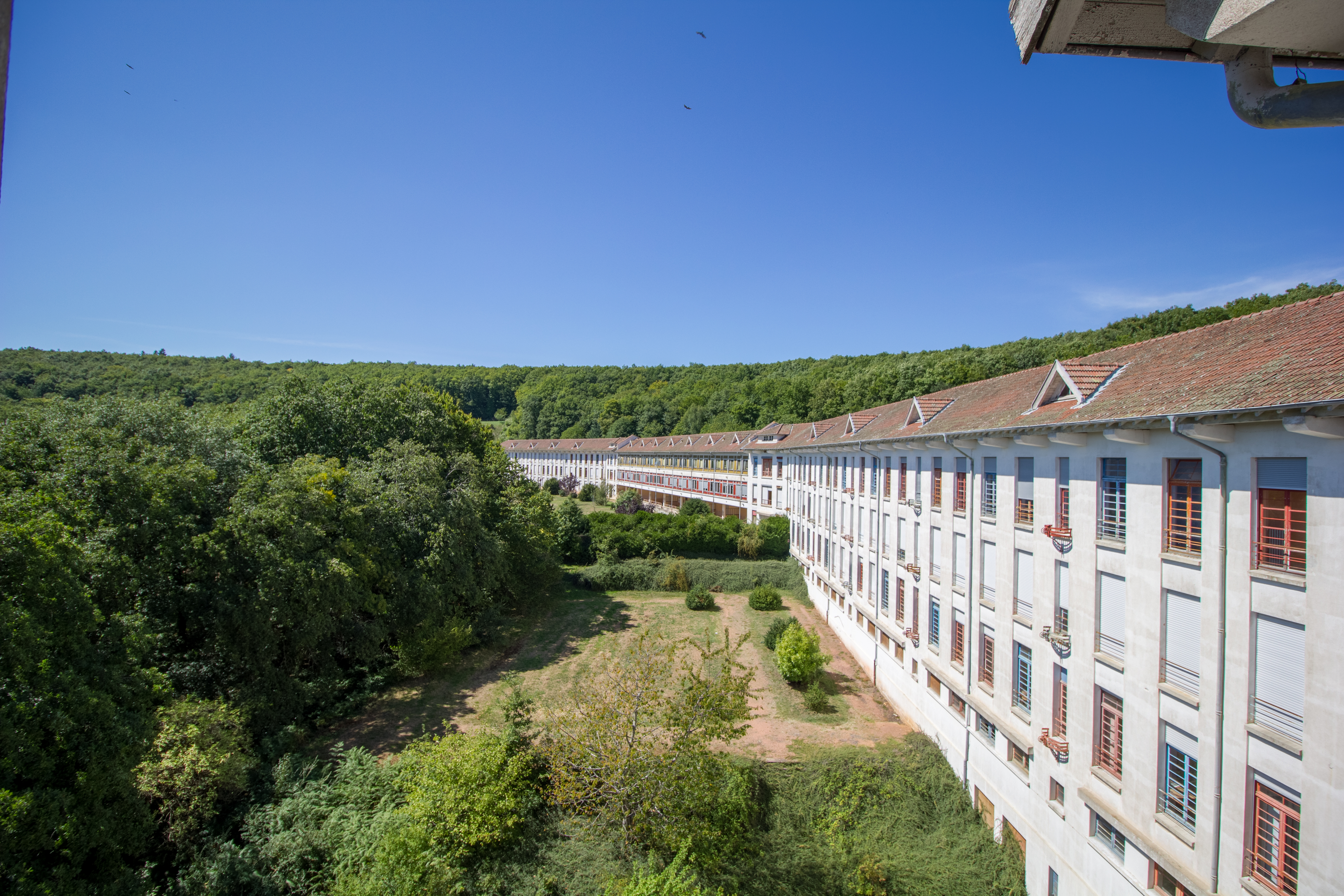
Une impressionnante façade : celle de l'ancien sanatorium interdépartemental, aujourd'hui réinvestit par un collectif d'artistes pour le transformer en "tiers lieu".

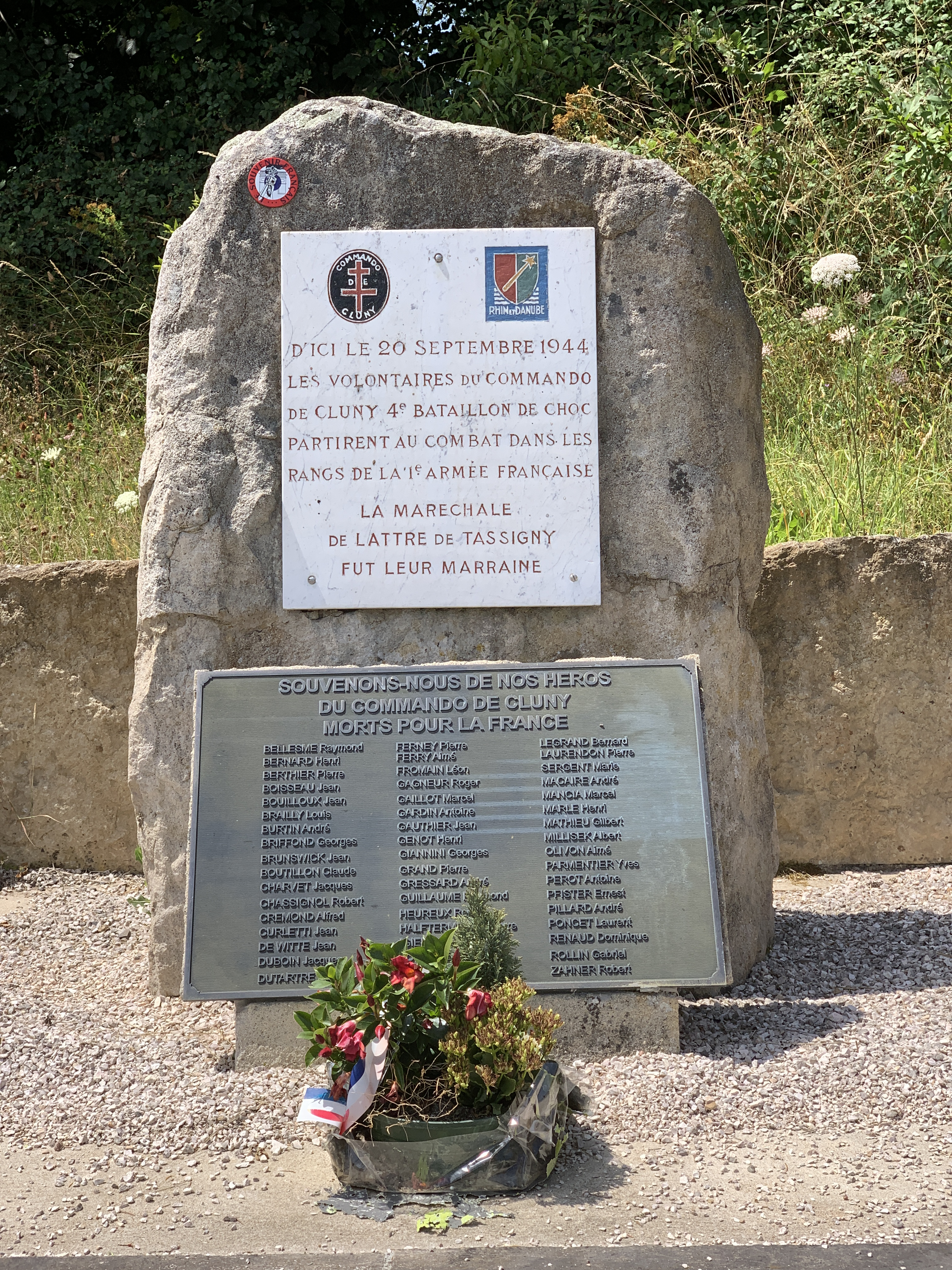
Le monument en mémoire du départ des volontaires du Commando de Cluny du 4e Bataillon de Choc, le 20 septembre 1944.

- l'église Saint-Loup, qui date du XIIe siècle et qui a fait l’objet d’un classement au titre des Monuments historiques en 1945.
- un ancien sanatorium interdépartemental mixte dont la construction débuta en 1932 et qui n'ouvrit qu'en 1946[21], composé d'une façade de 265 mètres de long et de plusieurs bâtiments annexes dont une chaufferie reliée par une galerie souterraine ; initialement conçu pour accueillir uniquement des femmes, il pouvait recevoir jusqu’à 210 personnes souffrant de tuberculose, mais, dans les années 1960, les nouveaux traitements thérapeutiques réorientèrent l’usage du bâtiment en maison de convalescence (jusqu’à sa fermeture définitive en 2008).
- la stèle commémorative rappelant le départ en 1944 du Commando de Cluny - 4e Bataillon de Choc depuis Bergesserin, afin de rejoindre la 1re Armée Française et participer à la libération du pays.
- un parcours accrobranche nommé Acro'Bath, installé depuis 2002. Il a été l'un des précurseurs en matière de parcours acrobatiques en hauteur.

## Pour approfondir